# Manuel Alviach
Manuel Alviach Doladier (Caspe, 1846 - Madrid, 1924) est photographe espagnol.

## Biographie
Manuel Alviach fut actif à Gérone puis à Madrid à partir de 1868.
Son atelier était situé au numéro 14 de la Puerta del Sol. Il a dirigé un magazine appelé Daguerre. Société des photographes établis, qui comprenait également Christian Franzen, Manuel Compañy, Mariano Gombau et José Bueno.

## Galerie

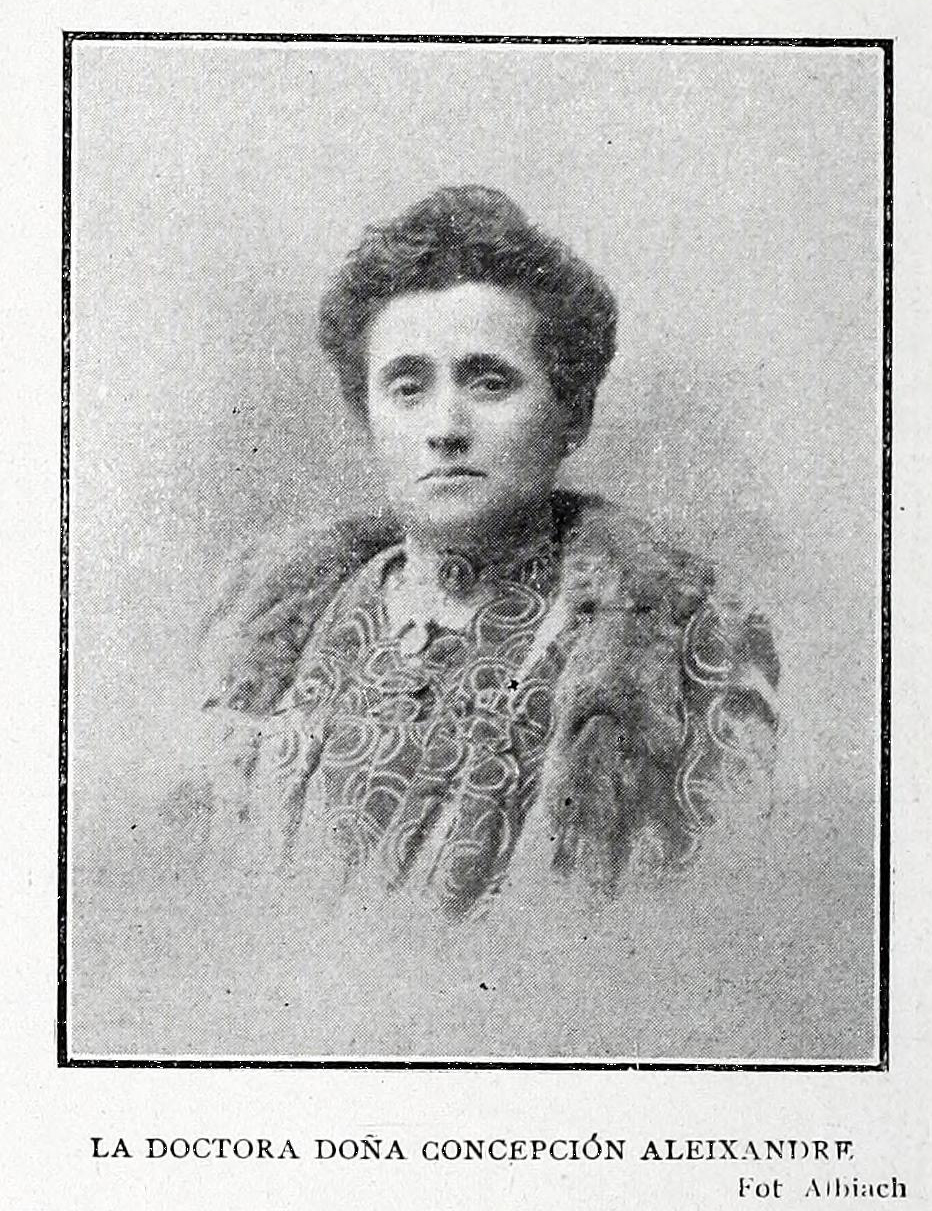
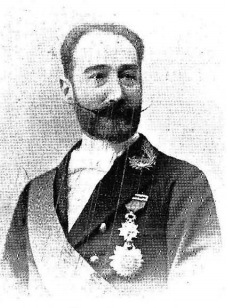
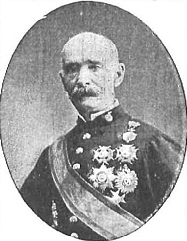
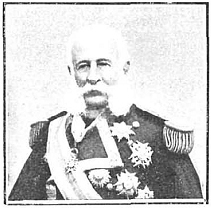